# Tommy Lucchese
Tommy Lucchese, pseudonimo di Thomas Gaetano Lucchese, nato Gaetano Lucchese, detto Tommy Three-Finger Brown (Palermo, 1º dicembre 1899 – Lido Beach, 13 luglio 1967), è stato un mafioso italiano naturalizzato statunitense, tra i fondatori della cosiddetta Cosa Nostra statunitense. Dal 1951 fino alla sua morte nel 1967, guidò la famiglia Lucchese, una delle cinque famiglie mafiose di New York.

## Biografia
Tommy Lucchese, nato Gaetano Lucchese, nacque il 1 dicembre 1899 a Palermo, in Sicilia, da Baldassarre e Francesca Lucchese. Il cognome "Lucchese" indica probabilmente origini familiari dal comune siciliano di Lucca Sicula. Nei primi mesi del 1911, la famiglia Lucchese emigrò negli Stati Uniti, stabilendosi nel quartiere italiano di East Harlem, a Manhattan. Inizialmente abitarono al numero 213 di East 106th Street, per poi trasferirsi al 316 di East 118th Street, sempre all'interno della comunità italiana di East Harlem. Il padre Baldassarre lavorava come trasportatore di cemento. Da adolescente, Gaetano trovò impiego in un'officina meccanica, ma nel 1915 subì un grave incidente sul lavoro che gli costò l’amputazione del pollice e dell’indice della mano destra. Nei primi anni ’30, la famiglia si trasferì in un appartamento al 100-18 di Northern Boulevard, nel quartiere di Corona, nel Queens.
Di statura minuta, Lucchese misurava circa 1 metro e 63 centimetri. Aveva tre fratelli - Joseph, Vincent (detto Jimmy) e Anthony (detto Nino) - che seguirono le sue orme entrando anch’essi nel mondo della criminalità organizzata. Nel 1943, Lucchese ottenne la cittadinanza statunitense.
Sposò Catherine, con la quale ebbe due figli: Frances e Baldesare. La famiglia visse inizialmente al 104 di Parsons Boulevard, nel quartiere di Malba, Queens, per poi trasferirsi nel 1950 in una villa al 74 di Royat Street, a Lido Beach, Long Island. La figlia Frances sposò Tommy Gambino, figlio di Carlo Gambino, capo della famiglia mafiosa omonima. Questa unione consolidò un forte legame tra le famiglie Lucchese e Gambino.

## Carriera criminale

### La gang della 107ª Strada
Dopo il suo incidente, Lucchese iniziò a frequentare sempre più spesso i membri della gang della 107ª Strada. Questo gruppo criminale era noto per furti di portafogli, rapine nei negozi e altre attività illegali. Operavano sotto la protezione di Gaetano "Tom" Reina, capo della famiglia mafiosa che controllava il Bronx e East Harlem. Già a diciotto anni, Lucchese aveva avviato un'impresa di lavaggio vetri a East Harlem, ma chiunque si rifiutasse di usufruire dei suoi servizi si ritrovava con le finestre in frantumi. Spesso, Lucchese gestiva i suoi affari da un circolo politico situato vicino alla East 106ª Strada. All’inizio degli anni '20, era diventato un alleato fidato di Charlie "Lucky" Luciano e uno dei principali uomini della famiglia di Gaetano Reina.
Durante la sua carriera criminale, Lucchese fu arrestato sei volte; la prima nel 1920 e l’ultima nel 1935. Non scontò mai pene detentive di lunga durata.
Nel 1920, venne fermato a Riverhead, Long Island, con l'accusa di furto aggravato dopo aver rubato un'auto. Durante la sua identificazione, un agente notò la sua mano deformata e la paragonò a quella di Mordecai "Three Finger" Brown, famoso lanciatore della Major League Baseball. Da quel momento, Lucchese si ritrovò affibbiato il soprannome "Three Finger Brown", un appellativo che non gradì mai. Nel gennaio 1921 fu condannato per furto d’auto e il 27 marzo 1922 venne condannato a tre anni e nove mesi di carcere. Tuttavia, dopo appena tredici mesi nel penitenziario di Sing Sing, ottenne la libertà condizionale. Questa rimase l’unica condanna formale della sua carriera.
Lucchese fu rilasciato nel 1923, in pieno Proibisionismo. Nel frattempo, i suoi vecchi amici - Charlie Luciano, Frank Costello e Meyer Lansky - avevano stretto alleanze con il gangster ebreo Arnold "The Brain" Rothstein nel traffico di alcolici di contrabbando.
Nell’agosto del 1927, Lucchese fu nuovamente arrestato, questa volta sotto il falso nome di "Thomas Arra", con l'accusa di ricettazione. Il 18 luglio 1928, fu arrestato insieme al cognato 
Joseph "Joe Palisades" Rosato per l’omicidio di Louis Cerasuolo; anche in questo caso, le accuse furono successivamente ritirate. In seguito subì altri tre arresti: nel 1930 per omicidio, nel 1931 nell'ambito di un'indagine e nel 1935 per vagabondaggio. Tuttavia, fu sempre rilasciato e tutte le accuse caddero.

### La guerra castellammarese
All’inizio del 1931 scoppiò la cosiddetta guerra castellammarese tra Joe Masseria e Salvatore Maranzano. In segreto, Lucky Luciano strinse un accordo con Maranzano: avrebbe organizzato l’eliminazione del suo capo, Masseria, in cambio del controllo sulle sue attività criminali e del ruolo di braccio destro di Maranzano. Il 15 aprile 1931, Luciano attirò Masseria a un incontro al ristorante Nuova Villa Tammaro, a Coney Island, dove quest’ultimo fu assassinato. Secondo le ricostruzioni, mentre giocavano a carte, Luciano si sarebbe allontanato con la scusa di andare in bagno, lasciando campo libero ai sicari - tra cui si dice ci fossero Vito Genovese, Albert Anastasia, Joe Adonis e Benjamin "Bugsy" Siegel. Ciro "Il Re dei Carciofi" Terranova guidava l’auto per la fuga, ma secondo la leggenda fu preso dal panico e dovette essere spinto via dal volante da Siegel. Dopo l’omicidio, Luciano assunse il controllo della famiglia di Masseria, nominando Genovese suo vice.
A settembre dello stesso anno, Luciano e Genovese organizzarono anche l’eliminazione di Maranzano. Avvisato da Tommy Lucchese che Maranzano stava pianificando la sua morte, Luciano si mosse per colpire per primo. Il 10 settembre 1931, quando Maranzano convocò Luciano, Genovese e Frank Costello nel suo ufficio - con l’intento di farli uccidere - Luciano giocò d’anticipo. Inviò al posto suo quattro gangster ebrei sconosciuti agli uomini di Maranzano, reclutati grazie all’aiuto di Meyer Lansky e Bugsy Siegel. Questi sicari misero fine al dominio di Maranzano.
Dopo questo ultimo colpo, Luciano ristrutturò il crimine organizzato a New York: abolì il vecchio sistema in cui un singolo "capo dei capi" deteneva tutto il potere, come avevano fatto prima Masseria e poi Maranzano. Al suo posto, istituì la Commissione, un organismo che regolava le attività delle cinque famiglie mafiose della città, riconosciute ufficialmente, con Luciano considerato il primo tra pari.

### Sottocapo di Gagliano

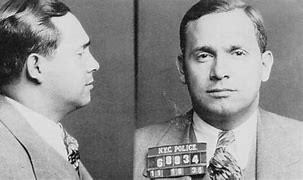
Tommy Lucchese nel 1935

Dopo le riforme volute da Luciano, la malavita di New York entrò in un lungo periodo di relativa pace. Tommy Gagliano, che aveva preso il comando della famiglia Reina dopo l’assassinio di Gaetano Reina all’inizio della guerra castellammarese, mantenne il suo potere anche dopo l’ascesa di Luciano. A partire dal 1932, Gagliano adottò un profilo bassissimo: da quel momento in poi, si sa pochissimo di lui. Preferiva infatti impartire ordini attraverso fidati collaboratori, in particolare Tommy Lucchese, suo vice e volto pubblico della famiglia. Nel 1946, fu proprio Lucchese a rappresentare Gagliano alla Conferenza dell’Avana, un importante incontro tra i boss della mafia svoltosi a Cuba.
Il predominio di Luciano all’interno della Commissione però non durò a lungo. Dopo la sua condanna per sfruttamento della prostituzione nel 1936 e la successiva deportazione nel 1946, emersero nuove lotte di potere sia dentro la sua stessa famiglia, sia tra le cinque famiglie principali di New York. In questi scontri, Gagliano partiva svantaggiato, trovandosi in minoranza rispetto all’alleanza formata dai clan Bonanno, Magaddino, Profaci e Mangano.
Durante i suoi anni da sottocapo, Lucchese costruì un’importante alleanza con Louis Buchalter. Insieme, riuscirono a controllare molte delle principali sezioni del sindacato International Ladies Garment Workers Union, che dominava il distretto dell’abbigliamento di Manhattan. La famiglia Gagliano, inoltre, estese la propria influenza anche ai sindacati del settore dei trasporti, dell’edilizia e dell’alimentare, e possedeva, tramite prestanome, diverse quote in noti locali notturni di Manhattan.

## Boss della famiglia

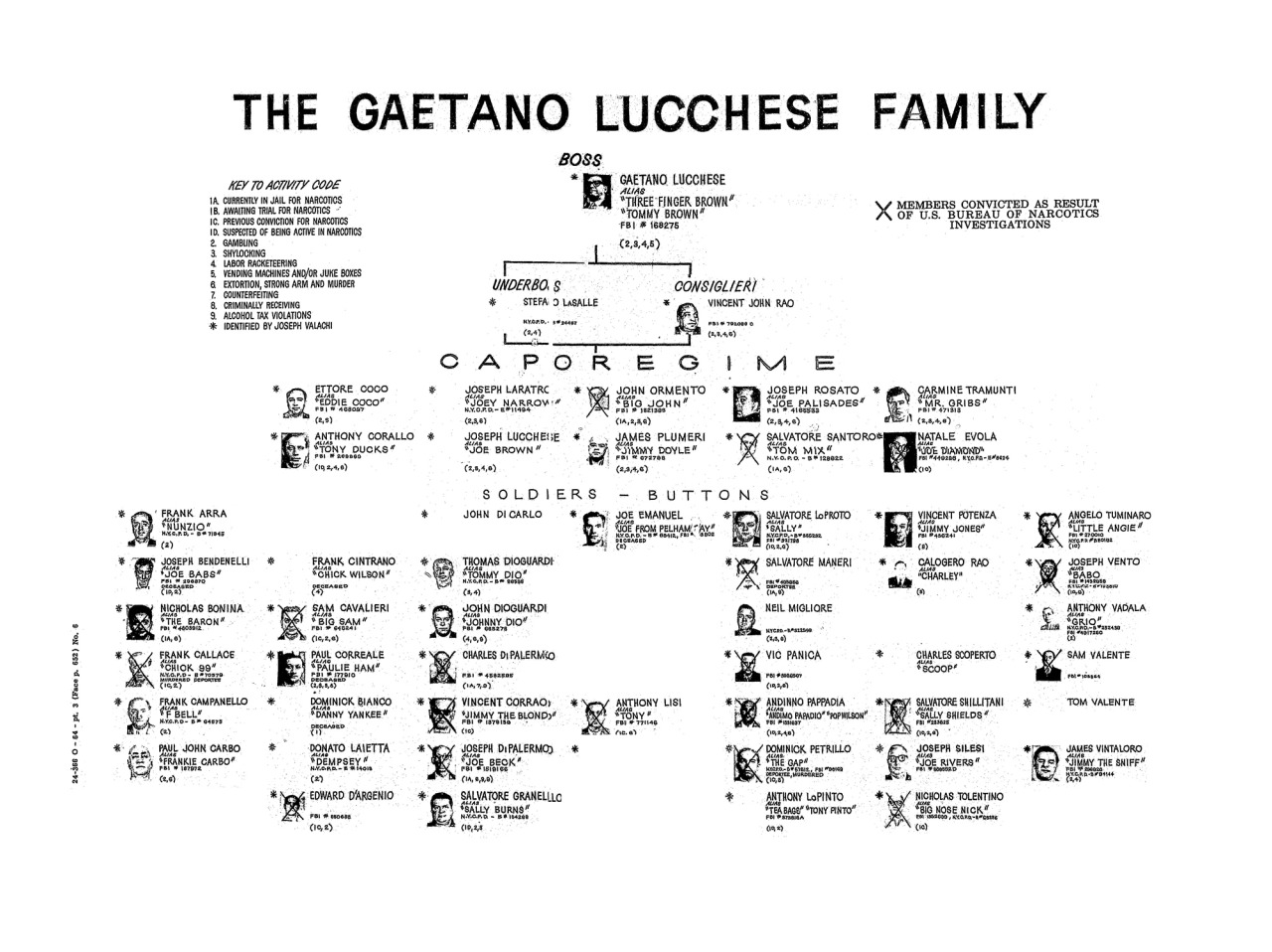
La famiglia Lucchese

Nel 1951, Tommy Gagliano morì per cause naturali. Dopo aver servito per vent’anni come sottocapo e capo operativo di fatto, Tommy Lucchese fu il successore naturale. La famiglia criminale prese rapidamente il suo nome, diventando ufficialmente la famiglia Lucchese. Lucchese nominò Stefano LaSalle come suo vice e Vincenzo Rao come consigliere della famiglia. Quello stesso anno, Lucchese strinse un’alleanza strategica con Vito Genovese, sottocapo della famiglia Luciano, e Carlo Gambino, sottocapo della famiglia Anastasia, con l’obiettivo a lungo termine di prendere il controllo della Commissione, l’organismo di governo della mafia statunitense.
Nel dopoguerra, Lucchese divenne uno dei boss più rispettati della Cosa Nostra. Coltivava rapporti stretti con politici di spicco di New York, tra cui i sindaci William O'Dwyer e Vincent Impellitteri. La sua strategia si fondava sui principi cardine della mafia: accumulare ricchezza, mantenere un profilo basso e sfuggire alle accuse penali. Sotto la sua guida, la famiglia Lucchese riuscì a dominare il distretto dell’abbigliamento di Manhattan e l’industria dei trasporti legata a quel settore, grazie al controllo di sindacati e associazioni di categoria chiave.
Negli anni Cinquanta, Lucchese estese la sua influenza anche nel traffico internazionale di stupefacenti, collaborando con Santo Trafficante Jr., boss della famiglia mafiosa di Tampa, in Florida. Il legame tra i due era datato: Lucchese aveva mantenuto una solida alleanza con il padre di Trafficante Jr., Santo Trafficante Sr., l’ex capo della mafia di Tampa, e negli anni '40 aveva contribuito personalmente alla formazione del giovane Trafficante nelle tradizioni mafiose. Non era raro che Trafficante Jr. si recasse a New York per cene riservate con Lucchese, a conferma del loro stretto rapporto.

### L'alleanza con Vito Genovese
Il 25 gennaio 1943, Tommy Lucchese ottenne la cittadinanza americana a Newark, nel New Jersey. Tuttavia, il 17 novembre 1952, il procuratore generale degli Stati Uniti, James P. McGranery, avviò un procedimento per revocargli la cittadinanza, sostenendo che Lucchese aveva omesso di dichiarare tutti i suoi precedenti arresti al momento della domanda.
Nel 1957, Lucchese e i suoi alleati decisero di colpire i capi delle famiglie criminali Luciano e Anastasia, con l’obiettivo di prendere il controllo della Commissione mafiosa. Il 3 maggio 1957, il sicario Vincent Gigante ferì Frank Costello, il boss operativo della famiglia Luciano. Scosso dal tentativo di omicidio, Costello si ritirò poco dopo, lasciando il comando a Vito Genovese. Il 25 ottobre dello stesso anno, Albert Anastasia venne assassinato mentre si trovava nella barberia di un hotel; il suo posto fu preso da Carlo Gambino, che ribattezzò la famiglia con il proprio nome.
Sempre nel 1957, Genovese organizzò un grande incontro nazionale della mafia per consolidare ufficialmente il suo potere sulla famiglia Luciano. La riunione si tenne nella residenza rurale del mafioso Joseph "Joe il Barbiere" Barbara, ad Apalachin, nello Stato di New York. Tuttavia, il 14 novembre 1957, la polizia statale fece irruzione nel summit, arrestando 61 mafiosi che tentavano di fuggire. Lucchese, fortunosamente, non era ancora arrivato ad Apalachin e riuscì così a evitare l’arresto. Al contrario, il suo consigliere Vincenzo Rao, così come Genovese e altri capi, furono catturati e identificati dalle forze dell’ordine. Il disastro di Apalachin segnò l’inizio della fine per Genovese. Umiliato pubblicamente, divenne il bersaglio di una nuova alleanza formata da Luciano, Costello, Meyer Lansky, Gambino e Lucchese. Due anni dopo, grazie all’azione congiunta di questo fronte, Genovese fu arrestato con l’accusa di traffico di droga. Condannato, finì in carcere, dove morì nel 1969. Con Genovese fuori gioco, Gambino, sostenuto dalla coalizione, prese il controllo della Commissione.
Nel frattempo, l’8 aprile 1958, la Corte Suprema degli Stati Uniti annullò, per un vizio di forma, la sentenza del 1952 che aveva revocato la cittadinanza a Lucchese. Tuttavia, già il giorno successivo, il nuovo procuratore generale, William P. Rogers, avviò un ulteriore procedimento contro di lui.

### L'alleanza con Carlo Gambino
Nel 1962, Thomas Gambino, il figlio maggiore di Carlo Gambino, sposò Frances, la figlia di Tommy Lucchese. Al matrimonio parteciparono oltre mille invitati e, in segno di stima e alleanza, Carlo Gambino regalò a Lucchese una somma di 30.000 dollari. In cambio, Lucchese concesse a Gambino una quota dei suoi affari illeciti presso l’aeroporto di Idlewild, oggi conosciuto come aeroporto John F. Kennedy. Lucchese aveva ormai il pieno controllo della gestione della sicurezza, delle attività logistiche e di tutti i sindacati presenti all’interno dell’aeroporto. Con questa alleanza rafforzata dal matrimonio, Lucchese e Gambino riuscirono a estendere il loro dominio non solo sull’aeroporto - una delle principali porte d’ingresso di merci e persone a New York - ma anche sulla Commissione mafiosa e sulla maggior parte del crimine organizzato della città.

### Il complotto
Nel 1963, Joseph Magliocco e Joseph Bonanno, boss dell’omonima famiglia, concepirono un piano audace: eliminare i capi della Commissione mafiosa - Carlo Gambino, Tommy Lucchese, Stefano Magaddino e Frank DeSimone - per prendere il controllo assoluto dell’organizzazione.
Magliocco affidò l’incarico di eseguire gli omicidi a Joseph Colombo. Tuttavia, Colombo, temendo per la propria vita o forse intravedendo un’occasione per salire di rango, decise di tradire il piano e rivelò tutto alla Commissione. I boss capirono subito che il vero artefice della congiura era Bonanno e convocarono sia lui che Magliocco per chiarimenti.
Bonanno si diede alla fuga, rifugiandosi a Montreal, mentre Magliocco, profondamente scosso, si presentò davanti alla Commissione e confessò tutto. Come punizione, gli fu imposto di pagare una multa di 50.000 dollari e venne costretto al ritiro dalla vita mafiosa.

## Morte
Il 13 luglio 1967, Tommy Lucchese morì a causa di un tumore al cervello nella sua casa nella zona di Lido Beach, a Long Island. I funerali si svolsero presso la chiesa di Our Lady of the Miraculous Medal a Point Lookout, New York. Lucchese venne poi sepolto al Calvary Cemetery, nel Queens. Più di mille persone parteciparono alla cerimonia: tra loro si mescolavano politici, giudici, poliziotti, truffatori, spacciatori, protettori e sicari. La polizia, presente in incognito, fotografò tutti gli intervenuti.
Al momento della sua morte, Lucchese vantava un record raro nel mondo mafioso: non aveva trascorso un solo giorno in prigione negli ultimi 44 anni.
Per la successione, Lucchese aveva indicato come primo candidato Anthony "Tony Ducks" Corallo, ma al momento della sua morte, Corallo si trovava in carcere. Il secondo nome sulla sua lista era Ettore Coco, anche lui alle prese con guai giudiziari e che riuscì a ricoprire la carica di boss solo per un breve periodo. Un altro possibile successore era il consigliere Vincenzo Rao, ma anch’egli era sotto processo. Alla fine, la Commissione decise di nominare capo ad interim il caporegime Carmine Tramunti, in attesa della scarcerazione di Corallo.

## Nella cultura popolare
- Nella miniserie televisiva The Gangster Chronicles, Lucchese è interpretato da Jon Polito
- Anche nel film Gangster Wars (1981), il ruolo di Lucchese è affidato a Jon Polito
- Nel 2022, Michael Rispoli lo interpreta nella serie TV The Offer.
- Infine, nella serie Godfather of Harlem, trasmessa su Epix, Lucchese è interpretato da Bo Dietl